# M67
M67 (NGC2682) е разсеян звезден куп, разположен в съзвездието Рак. Открит е от Йохан Готфрид Кьолер през 1779, който, с техниката, с която е разполагал, вероятно не е можел да види отделни звезди в него.
Разстоянието му от Земята се оценява на 2700 св.г., а възрастта на 3.2 млрд. години, което е необичайно много за разсеян звезден куп, понеже тези обекти имат свойството да се разпадат с времето.
М67 съдържа около 100 звезди, пободни на Слънцето, а общия брой звезди в него наброява 500. Купът не съдържа масивни сини звезди от главната последователност, което потвърждава данните за голямата му възраст.
Купът е с ъглов диаметър 30' и видима звездна величина +6.1.